# Parobisium utahensis
Parobisium utahensis es una especie de arácnido del orden Pseudoscorpionida de la familia Neobisiidae.

## Distribución geográfica
Se encuentra en Utah (Estados Unidos).